# Liga de Campeones de la EHF 2024-25
La Liga de Campeones de la EHF 2024-25 fue la 65.ª edición de la máxima categoría a nivel de clubes de balonmano, aunque fue la 32ª edición con la actual nomenclatura.
Esta edición venía precedida por la victoria del FC Barcelona, que levantó frente al Aalborg HB su 12ª Champions.

## Equipos clasificados
Estos fueron los equipos clasificados para esta edición de la Champions League:
| Grupo A             | Grupo B          |
| ------------------- | ---------------- |
| Telekom Veszprém    | FC Barcelona     |
| Füchse Berlin       | SC Magdeburg     |
| Paris Saint-Germain | Aalborg HB       |
| Dinamo Bucarest     | Industria Kielce |
| Sporting CP         | SC Pick Szeged   |
| Orlen Wisła Płock   | Kolstad Håndball |
| Fredericia HK       | HBC Nantes       |
| Eurofarm Pelister   | RK Zagreb        |

## Fase de grupos

### Grupo A
| Local \ Visitante   | DBU   | EUR   | FRE   | FUC   | PSG   | SPO   | VES   | WPL   |
| ------------------- | ----- | ----- | ----- | ----- | ----- | ----- | ----- | ----- |
| Dinamo Bucarest     | —     | 34–25 | 37–28 | 38–31 | 33–40 | 33–29 | 26–33 | 26–27 |
| Eurofarm Pelister   | 25–24 | —     | 29–29 | 22–30 | 26–35 | 24–24 | 23–30 | 21–18 |
| Fredericia HK       | 32–37 | 23–25 | —     | 32–38 | 32–38 | 19–37 | 31–40 | 28–25 |
| Füchse Berlin       | 38–29 | 39–29 | 36–29 | —     | 38–40 | 33–32 | 31–32 | 25–24 |
| Paris Saint-Germain | 35–32 | 31–29 | 38–30 | 34–37 | —     | 30–28 | 33–37 | 28–31 |
| Sporting CP         | 34–25 | 30–24 | 32–29 | 35–33 | 39–28 | —     | 39–30 | 34–29 |
| Telekom Veszprém    | 36–24 | 33–26 | 34–32 | 32–33 | 41–28 | 33–32 | —     | 30–26 |
| Orlen Wisła Płock   | 26–28 | 26–18 | 30–21 | 32–27 | 23–24 | 29–29 | 24–27 | —     |

|                               | Equipo              | J  | G  | E | P  | GF  | GC  | DG  | Puntos |
| ----------------------------- | ------------------- | -- | -- | - | -- | --- | --- | --- | ------ |
| 1                             | Telekom Veszprém    | 14 | 12 | 0 | 2  | 468 | 408 | 60  | 24     |
| 2                             | Sporting CP         | 14 | 8  | 2 | 4  | 454 | 399 | 55  | 18     |
| 3                             | Füchse Berlin       | 14 | 9  | 0 | 5  | 469 | 440 | 29  | 18     |
| 4                             | Paris Saint-Germain | 14 | 9  | 0 | 5  | 462 | 456 | 6   | 18     |
| 5                             | Dinamo Bucarest     | 14 | 6  | 0 | 8  | 426 | 439 | -13 | 12     |
| 6                             | Orlen Wisła Płock   | 14 | 5  | 1 | 8  | 370 | 366 | 4   | 11     |
| 7                             | Eurofarm Pelister   | 14 | 3  | 2 | 9  | 346 | 406 | -60 | 8      |
| 8                             | Fredericia HK       | 14 | 1  | 1 | 12 | 395 | 476 | -81 | 3      |
| Fuente: EHF Champions League; |                     |    |    |   |    |     |     |     |        |

### Grupo B
| Local \ Visitante | AAL   | BAR   | KIE   | KOL   | MAG   | NAN   | SZE   | ZAG   |
| ----------------- | ----- | ----- | ----- | ----- | ----- | ----- | ----- | ----- |
| Aalborg HB        | —     | 36–35 | 34–26 | 30–28 | 33–33 | 38–31 | 29–28 | 33–30 |
| FC Barcelona      | 35–27 | —     | 30–28 | 36–27 | 32–26 | 36–30 | 31–30 | 38–30 |
| Industria Kielce  | 28–35 | 28–32 | —     | 31–30 | 25–29 | 28–28 | 31–35 | 30–23 |
| Kolstad Håndball  | 25–24 | 30–35 | 32–33 | —     | 31–27 | 29–28 | 33–36 | 29–25 |
| SC Magdeburg      | 32–31 | 28–23 | 26–27 | 33–25 | —     | 28–32 | 31–24 | 36–24 |
| HBC Nantes        | 29–29 | 31–31 | 23–20 | 44–27 | 29–28 | —     | 32–29 | 32–29 |
| SC Pick Szeged    | 30–32 | 29–29 | 28–27 | 27–29 | 31–29 | 33–32 | —     | 26–27 |
| RK Zagreb         | 31–23 | 29–31 | 26–27 | 25–25 | 22–18 | 22–25 | 30–35 | —     |

|                               | Equipo           | J  | G  | E | P  | GF  | GC  | DG  | Puntos |
| ----------------------------- | ---------------- | -- | -- | - | -- | --- | --- | --- | ------ |
| 1                             | FC Barcelona     | 14 | 10 | 2 | 2  | 454 | 409 | 45  | 22     |
| 2                             | Aalborg HB       | 14 | 8  | 2 | 4  | 434 | 421 | 13  | 18     |
| 3                             | HBC Nantes       | 14 | 7  | 3 | 4  | 426 | 407 | 19  | 17     |
| 4                             | SC Magdeburg     | 14 | 6  | 1 | 7  | 404 | 389 | 15  | 13     |
| 5                             | SC Pick Szeged   | 14 | 6  | 1 | 7  | 421 | 422 | -1  | 13     |
| 6                             | Industria Kielce | 14 | 5  | 1 | 8  | 389 | 411 | -22 | 11     |
| 7                             | Kolstad Håndball | 14 | 5  | 1 | 8  | 400 | 434 | -34 | 11     |
| 8                             | RK Zagreb        | 14 | 3  | 1 | 10 | 373 | 408 | -35 | 7      |
| Fuente: EHF Champions League; |                  |    |    |   |    |     |     |     |        |

## Fase eliminatoria

### Octavos de final
| Equipo 1          | Agr.  | Equipo 2            | Ida   | Vuelta |
| ----------------- | ----- | ------------------- | ----- | ------ |
| Industria Kielce  | 64-70 | Füchse Berlin       | 27-33 | 37-37  |
| Orlen Wisła Płock | 52-54 | HBC Nantes          | 28-25 | 24-29  |
| SC Pick Szeged    | 65-56 | Paris Saint-Germain | 30-31 | 35-25  |
| Dinamo Bucarest   | 55-65 | SC Magdeburg        | 26-30 | 29-35  |

### Cuartos de final
| Equipo 1       | Agr.  | Equipo 2     | Ida   | Vuelta |
| -------------- | ----- | ------------ | ----- | ------ |
| SC Magdeburg   | 54-53 | ONE Veszprém | 26-26 | 28-27  |
| SC Pick Szeged | 54-56 | FC Barcelona | 24-27 | 30-29  |
| HBC Nantes     | 60-57 | Sporting CP  | 28-27 | 32-30  |
| Füchse Berlin  | 77-65 | Aalborg HB   | 37-29 | 40-36  |

## Final Four
|  | Semifinales   | Semifinales  |               |    | Final | Final |
|  |               |              |               |    |       |       |
|  | 14 de junio   |              |               |    |       |       |
|  |               |              |               |    |       |       |
|  | Füchse Berlin | 34           |               |    |       |       |
|  | Füchse Berlin | 34           | 15 de junio   |    |       |       |
|  | HBC Nantes    | 24           |               |    |       |       |
|  | HBC Nantes    | 24           | Füchse Berlin | 26 |       |       |
|  | 14 de junio   |              | Füchse Berlin | 26 |       |       |
|  |               | SC Magdeburg | 32            |    |       |       |
|  | FC Barcelona  | SC Magdeburg | 32            | 30 |       |       |
|  | FC Barcelona  |              |               | 30 |       |       |
|  | SC Magdeburg  | 31           |               |    |       |       |
|  | SC Magdeburg  | 31           | 3º Puesto     |    |       |       |
|  |               |              |               |    |       |       |
|  | 15 de junio   |              |               |    |       |       |
|  |               |              |               |    |       |       |
|  | HBC Nantes    | 30           |               |    |       |       |
|  | HBC Nantes    | 30           |               |    |       |       |
|  | FC Barcelona  | 25           |               |    |       |       |

| Liga de Campeones EHF 2024-25 |
| ----------------------------- |
|                               |
| SC Magdeburg 5.o Título       |

## Estadísticas

### Máximos goleadores
| Núm. | Nombre              | Club                | Goles |
| ---- | ------------------- | ------------------- | ----- |
| 1    | Mathias Gidsel      | Füchse Berlin       | 135   |
| 2    | Mario Šoštarić      | SC Pick Szeged      | 130   |
| 3    | Lasse Andersson     | Füchse Berlin       | 115   |
| 4    | Martim Costa        | Sporting CP         | 105   |
| 5    | Kamil Syprzak       | Paris Saint-Germain | 104   |
| 6    | Aymeric Minne       | HBC Nantes          | 88    |
| 6    | Valero Rivera       | HBC Nantes          | 88    |
| 8    | Filip Kuzmanovski   | Eurofarm Pelister   | 87    |
| 9    | Tim Freihöfer       | Füchse Berlin       | 82    |
| 10   | Francisco Costa     | Sporting CP         | 79    |
| 10   | Nedim Remili        | Telekom Veszprém    | 79    |
| 10   | Ómar Ingi Magnússon | SC Magdeburg        | 79    |